# Nazionale olimpica di calcio dell'Iran
La nazionale olimpica iraniana di calcio è la rappresentativa calcistica dell'Iran che rappresenta l'omonimo stato ai Giochi olimpici.

## Statistiche dettagliate sui tornei internazionali

### Giochi olimpici
| Anno | Luogo             | Piazzamento      | V | N | P | Gol |
| ---- | ----------------- | ---------------- | - | - | - | --- |
| 1952 | Helsinki          | Non partecipante | - | - | - | -   |
| 1956 | Melbourne         | Ritirata         | - | - | - | -   |
| 1960 | Roma              | Non partecipante | - | - | - | -   |
| 1964 | Tokyo             | Primo turno      | 0 | 1 | 2 | 1:6 |
| 1968 | Città del Messico | Ritirata         | - | - | - | -   |
| 1972 | Monaco di Baviera | Primo turno      | 1 | 0 | 2 | 1:9 |
| 1976 | Montréal          | Quarti di finale | 1 | 0 | 2 | 4:5 |
| 1980 | Mosca             | Ritirata         | - | - | - | -   |
| 1984 | Los Angeles       | Non partecipante | - | - | - | -   |
| 1988 | Seul              | Non qualificata  | - | - | - | -   |
| 1992 | Barcellona        | Non qualificata  | - | - | - | -   |
| 1996 | Atlanta           | Non qualificata  | - | - | - | -   |
| 2000 | Sydney            | Non qualificata  | - | - | - | -   |
| 2004 | Atene             | Non qualificata  | - | - | - | -   |
| 2008 | Pechino           | Non qualificata  | - | - | - | -   |
| 2012 | Londra            | Non qualificata  | - | - | - | -   |
| 2016 | Rio de Janeiro    | Non qualificata  | - | - | - | -   |
| 2020 | Tokyo             | Non qualificata  | - | - | - | -   |
| 2024 | Parigi            |                  | - | - | - | -   |

## Tutte le rose

### Giochi olimpici
Calcio ai Giochi Olimpici Estivi 19641 Asli, 2 Amirasefi, 3 Mirzaei, 4 Arab, 5 Habibi, 6 Latifi, 7 Saedi, 8 Jamali, 9 Talebi, 10 Nourian, 11 Khodaparast, 12 Nayyerloo, 13 Fanaei, 14 Esmaeili, 15 Mostafavi, 16 Ghelichkhani, 17 Eslam, CT: Fekri
Calcio ai Giochi Olimpici Estivi 19721 Ghoflsaz, 2 Ashtiani, 3 Kashani, 4 Halvaei, 5 Kargarjam, 6 Ghelichkhani, 7 Parvin, 8 Jabbari, 9 Sadeghi, 10 Iranpak, 11 Sharafi, 12 Vafakhah, 13 Ghorab, 14 Khordbin, 15 Lavasani, 16 Azizi, 17 Allahverdi, 18 Monajati, 19 Rashidi, CT: Ranjbar
Calcio ai Giochi Olimpici Estivi 19761 Rashidi, 2 Nazari, 3 Eskandarian, 4 Zolfagharnassab, 5 Ghelichkhani, 6 Ghasempour, 7 Parvin, 8 Abdollahi, 9 Nouraei, 10 Rowshan, 11 Khorshidi, 12 Nayebagha, 13 Mazloumi, 14 Mirfakhraei, 15 Jahani, 16 Azizi, 17 Hejazi, CT: Mohajerani